# Planet Hollywood Resort and Casino
Le Planet Hollywood est un hôtel-casino de Las Vegas, dans l'État du Nevada.
Il est situé entre le Paris Las Vegas et le MGM Grand Las Vegas. Son adresse est 3 667 Las Vegas Boulevard South.

## Histoire
À l'origine, l'Aladdin, le premier hôtel du site où est situé le Planet Hollywood, a ouvert ses portes en 1963 sous le nom de Tally-Ho, puis plus tard il est rebaptisé le King's Crown. En 1966, Milton Prell s'intéresse à l'hôtel, et après une rénovation majeure de celui-ci, il le rouvre en le nommant l'Aladdin.
Entre 1980 et 1982, Wayne Newton est en partie propriétaire de l'hôtel.
Le 27 avril 1998, l'ancien l'Aladdin est détruit et une nouvelle version du nouveau Aladdin Hôtel-casino devait ouvrir le 18 août 2000. Cependant, du fait de problèmes financiers, le casino fut vendu le 20 juin 2003 à Planet Hollywood. De 2005 à fin 2006, l'hôtel subit de profondes rénovations pour devenir le Planet Hollywood Resort & Casino Las Vegas, et ouvre au début de l'année 2007.
À l'intérieur on trouve un casino très moderne, de nouveaux restaurants et le très grand Desert Passage, aujourd'hui devenu le Miracle Miles Shop.
Depuis, deux stars internationales de la pop y donnent des concerts, la chanteuse Britney Spears avec son show "Piece of Me" depuis décembre 2013 jusqu'en 2017, ainsi que Jennifer Lopez avec son show "All I Have" depuis janvier 2016.

## Caractéristiques

### Casino
L'architecture de Planet Hollywood peut être décrite au mieux comme ayant un thème 'Hollywood hip'. Il délaisse le glamour Art-Déco populaire de lieux à l'image similaire pour un look plus épuré qui comporte beaucoup de verre, de néon et de surfaces réfléchissantes.
Le complexe dispose d'un plancher de casino de trois acres rempli de machines à sous traditionnelles, de jeux de table et du champ de course et du livre de sports 'The Playing Field'. Cela comprend 33 écrans plasma, deux écrans jumbo et une section pour les VIP. Planet Hollywood est la première station de Las Vegas à proposer des jeux de table traités par de jeunes dames en "lingerie chic". Le 'Pleasure Pit' est une section des jeux de table où cela se produit, avec des danseuses go-go divertissant les joueurs à côté.
Des machines de jeu basées sur les compétences de Gamblit Gaming ont été introduites en mars 2017, les premières de leur genre à Las Vegas. Gamblit Poker et Cannonbeard's Treasure sont actuellement disponibles, avec plus de titres à venir à l'avenir.

### Le Mezzanine
Le Mezzanine peut être accessible en prenant un escalator dans le casino ou l'ascenseur. Ici, les invités peuvent se détendre sur des chaises confortables donnant sur le casino. L'espace a été conçu pour être plus silencieux que les principales zones du casino, où les invités viennent se détendre et fumer. La zone est plutôt espacée avec de la place pour marcher et comprend un endroit pour tirer des paniers de basketball. Elle comprend un "Salon" avec des canapés accessibles aux invités.
Le showroom de Planet Hollywood est situé sur la Mezzanine. Il propose plusieurs spectacles en direct ; à partir de 2010, le plus populaire et le plus long est intitulé Peepshow qui a auparavant présenté des têtes d'affiche comme Holly Madison et Coco Austin dans le rôle principal. Une version en direct de la série télévisée America's Got Talent animée par Jerry Springer (qui volait à Vegas chaque semaine à partir de l'enregistrement de son propre spectacle à Stamford, Connecticut) et Tony n' Tina's Wedding jouaient sur la Mezzanine en 2009.[pas clair]
"Le Spa par Mandara" est situé à cet étage. Deux restaurants fine dining, KOI et Strip House, sont présents ici, en face de la chapelle de mariage.

### Piscine
La piscine de ce complexe peut être accessible par le sixième étage. La zone donne sur le Strip avec une vue sur le nord et le sud. Elle dispose de deux piscines et deux spas, un de chaque sur le Strip du Sud et du Nord. Celui de la section du Strip du Nord propose des cabines VIP à louer. Entre les deux se trouve un bar/grill/snack-bar avec une parcelle d'herbe bordée de chaises de piscine pour que les invités puissent s'asseoir et manger.

### Bakkt Theater
Le Bakkt Theater est un auditorium situé à l'intérieur des Miracle Mile Shops. En 2011, il a été élu l'un des "Meilleures salles de concert & théâtres de Las Vegas". C'est le plus grand théâtre de ce type aux États-Unis et le plus grand théâtre sur le Strip.

#### Britney: Piece of Me
À partir de décembre 2013, le lieu a accueilli le spectacle résident de Britney Spears, Britney: Piece Of Me. Spears a réalisé 50 spectacles par an en 2014 et 2015. Elle aurait gagné environ 475 000 dollars par spectacle. Le premier spectacle a commencé le 27 décembre 2013, et a été bien reçu par les fans et les critiques. En 2015, la résidence a été prolongée de deux ans et le spectacle résident a pris fin le 31 décembre 2017. Le dernier spectacle de la résidence le 31 décembre 2017 a battu le record du concert le plus rentable en une seule soirée dans une résidence théâtrale à Las Vegas. Il a rapporté près de 1,2 million de dollars pour 4 600 fans et un prix moyen du billet de 255 dollars. Sa décision de faire cela a inspiré ses contemporains comme Jennifer Lopez et des artistes plus récents comme Lady Gaga à faire des résidences similaires. Elle a également amené une cohorte plus jeune sur le Strip,,.

## Elara

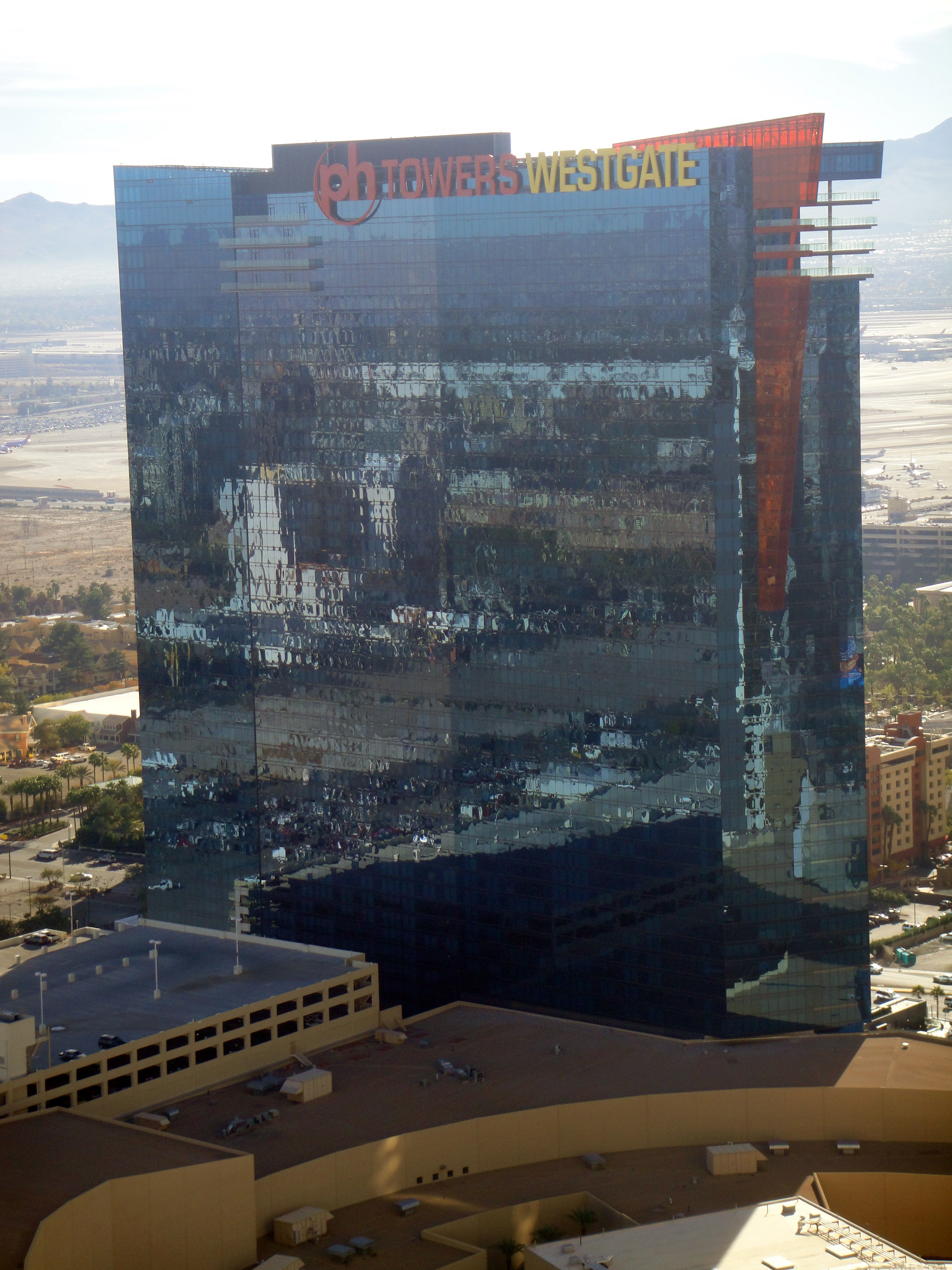
Elara (anciennement PH Towers Westgate) tel qu'il était en 2010

En décembre 2009, PH Towers by Westgate a ouvert à Planet Hollywood. Le bâtiment de 52 étages, détenu par Westgate Resorts et exploité par Planet Hollywood, comprenait 1 200 suites destinées à être utilisées comme timeshares et chambres d'hôtel, dont 40 unités de penthouse de luxe.
En novembre 2011, Resort Finance America, une filiale de Centerbridge Partners, a acquis une participation majoritaire dans la tour, pris en charge les opérations et a commencé à la rebaptiser en station de Hilton Grand Vacations. En mars 2012, la propriété a été renommée Elara, a Hilton Grand Vacations Club.